# Intense pulsed light
Intense pulsed light (IPL, ook wel als flitslamp aangeduid) kan gebruikt worden om huidaandoeningen te behandelen op een methode die vergelijkbaar is met laserbehandelingen. Verschillende onderdelen in de huid absorberen licht van verschillende golflengtes. Het geabsorbeerde licht wordt omgezet in warmte, wat tot weefselschade en necrose leidt. De belangrijkste absorptie gebeurt door melanine (pigment) en hemoglobine (bloed, dus vaten). Door de golflengte, pulsduur en intensiteit van het licht zorgvuldig te kiezen kan relatief specifiek het een of het ander behandeld worden: de theorie van specifieke fotothermolyse. Laserlicht is licht van 1 golflengte, dat in fase beweegt. IPL is gewoon (ongeordend) licht van meerdere golflengten. Met behulp van filters kan het spectrum gedeeltelijk aangepast worden. IPL is daarmee meer flexibel dan lasers, maar minder specifiek. IPL kan toegepast worden voor behandeling van kleine vaatjes (teleangiectasieen) zoals bij rosacea of hypertrofische litteken, hyperpigmentatie en haargroei op ongewenste plekken (bv. hirsutisme). Het wordt vooral toegepast door dermatologen en huidtherapeuten.

## Ontharen
IPL kan de haargroei verminderen, en  is het meest effectief bij donkerder, grover haar. Er zijn veel namen en apparaten voor gepulseerde lichtbehandelingen zoals E-Light, ELOS en M-Light. 
Omdat op geen elk moment alle haarzakjes 'actief' zijn, zijn er meer behandelingen nodig om ook de 'inactieve' haarzakjes te behandelen als ze na verloop van tijd 'actief' worden. Voor IPL-behandelingen zijn gemiddeld 8-10 behandelingen vereist om het meest zichtbare haar te verwijderen.
Uitgebreid onderzoek uit 2006 waarin IPL werd vergeleken met zowel alexandriet- als diodelasers toonde na 6 maanden een haarreductie van 68,75% voor alexandrietlasers, 71,71% voor diodelasers en 66,96% voor IPL. Bijwerkingen werden gerapporteerd als 9,5% voor alexandrietlasers, 28,9% voor diodelasers en 15,3% voor IPL. Alle bijwerkingen bleken tijdelijk te zijn en zelfs pigmentatieveranderingen werden binnen 6 maanden weer normaal.